# Big Ass Spider
 Big Ass Spider! (Maldita Aranha Gigante no Brasil) é um filme estadunidense do gênero comédia, ação e terror, dirigido por Mike Mendez e escrito por Gregory Gieras.

## Sinopse
A cidade de Los Angeles tem um grande problema pela frente: uma aranha gigante acaba de escapar de um laboratório, e está aterrorizando os moradores da cidade. Os militares são chamados para exterminar o animal, mas a tentativa fracassa. Um grupo de pesquisadores e um exterminador serão a última esperança antes que a cidade seja destruída pelo animal.

## Elenco
- Greg Grunberg como Alex Mathis
- Clare Kramer como a tenente Karly Brant
- Lombardo Boyar como Jose Ramos
- Ray Wise como Major Braxton Tanner
- Lin Shaye como Sra. Jefferson
- Patrick Bauchau como Lucas
- Lloyd Kaufman como Si-Jogger
- Alexis Kendra como enfermeira Lisa (como Alexis Peters)
- Chaton Anderson como menina com a cremalheira
- Mary Czerwinski como a Vítima
- Adam Gierasch como morador de rua
- James C. Mathis como policial da rua
- Bobby C. King como operador da sonda
- Gavin Keathley

## Ligação Externa
- Big Ass Spider. no IMDb.
- Big Ass Spider (em português) no AdoroCinema